# La Maison Dieu
 (mai 2021).
Si vous disposez d'ouvrages ou d'articles de référence ou si vous connaissez des sites web de qualité traitant du thème abordé ici, merci de compléter l'article en donnant les références utiles à sa vérifiabilité et en les liant à la section « Notes et références ».

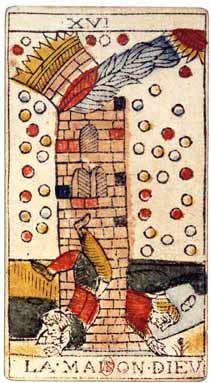
Le numéro 16, la Maison Dieu, du jeu de Jean Dodal (début XVIIIe siècle)

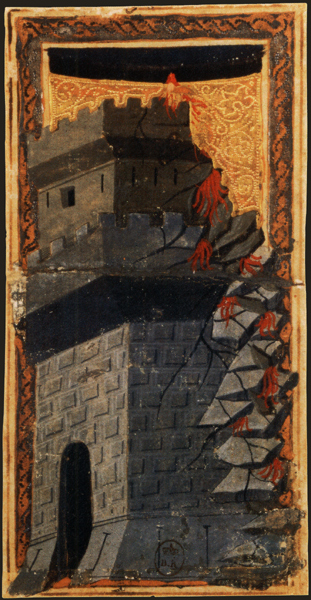
Le Maison-Dieu, tarot dit de Charles VI (XVe siècle)

La Maison Dieu est le seizième arcane majeur du tarot de Marseille.

## Graphisme
Au cours du temps, le graphisme de cette carte a beaucoup évolué.
Pour Jacques Viéville (vers 1650), elle représente un arbre sous lequel un berger et son troupeau s'abritent du soleil. Dans son édition originale, le berger, les bras écartés la tête levée vers le ciel, semble recevoir une pluie, ou manne céleste, détail qui est resté dans le tarot de Marseille.  
Jean Noblet (Paris, milieu du XVIIe siècle) et Jean Dodal (Lyon, 1715) optent pour la représentation d'une tour dont la coiffe ouverte laisse échapper une flamme ascendante en direction du soleil, deux hommes tombant de cette tour.
Enfin Nicolas Conver (Marseille, 1761) propose la version de la carte telle qu'elle est reproduite aujourd'hui, à savoir une représentation basée sur celle de Dodal, à ceci près que la flamme est représentée comme descendante et que le soleil a quasiment disparu.

## Description et symbolisme
En cartomancie, la carte représente soit l'humilité, soit l'ego anéanti par l'épreuve : destruction violente des masques et autres montages fallacieux. Salvateur, le défi d'humilité peut être douloureux.
Si la carte apparaît à l'envers, au contraire, elle signifie que l’ego est nécessaire, qu'il y a latence dans l'évolution.
Ce symbolisme de la Maison-Dieu n'est pas sans rappeler celui de la Tour de Babel. Dans la tradition biblique, celle-ci est toujours considérée comme un projet ambitieux envers lequel Dieu exerça son veto (symbolisé par la foudre dans l'iconographie de la Maison-Dieu).
D'autre part, le nom même de Babel, nom hébreu de Babylone, fut tiré de l'akkadien bab-ili(m) signifiant « la Porte du Dieu ». On peut donc penser que le dieu de la Tour de Babel ou de la Maison-Dieu n'est pas le vrai Dieu, mais peut-être son opposé, c'est-à-dire Mammon, dieu personnifiant la richesse.
La couronne sur la tour est celle de Nimrod, le fondateur du premier des empires selon la Bible. Il régna à l'époque de la Tour de Babel. Son nom est issu de l'hébreu marod, « se rebeller ». 
En conclusion, la carte renferme les idées d'orgueil, de richesse, d'impérialisme et de rébellion, ainsi que de chute. On notera que la tour est remplacée par un arbre dans le tarot de Viéville, l'arbre de la connaissance du bien et du mal étant la cause de la chute adamique et à l'origine du péché originel.
« Cette lame est donc considérée comme redoutable lorsqu'elle sort dans le jeu. Elle signifie écroulement, ruine, et la gamme la plus redoutable des accidents. C'est donc une mauvaise lame. »
Il en existe cependant aussi une interprétation alchimique. Dans le tarot de Marseille, en effet, « nous voyons en réalité une tour dont le toit se soulève sans difficulté, comme un couvercle. Il n'est donc pas question ici de tour foudroyée. C'est tout simplement l'athanor ou four des alchymistes au moment où se produit ce qu'on appelle la première conjonction qui est le don de Dieu. »